# انتخابات مجلس الأمن التابع للأمم المتحدة 1969
أُجريت انتخابات مجلس الأمن التابع للأمم المتحدة لعام 1969 في 20 أكتوبر 1969 خلال الدورة الرابعة والعشرين للجمعية العامة للأمم المتحدة، التي عقدت في مقر الأمم المتحدة في مدينة نيويورك. انتخبت الجمعية العامة بوروندي ونيكاراغوا وبولندا وسيراليون وسوريا، أعضاءا غير دائمين في مجلس الأمن التابع للأمم المتحدة لمدة عامين تبدأ في 1 يناير 1970. وكانت هذه هي المرة الأولى التي يتم فيها انتخاب بوروندي ونيكاراغوا وسيراليون في المجلس.

## القواعد
يتألف مجلس الأمن من 15 مقعدا، يشغلها خمسة أعضاء دائمين وعشرة أعضاء غير دائمين. وفي كل عام، يتم انتخاب نصف الأعضاء غير الدائمين لمدة عامين.   ولا يجوز للعضو الحالي أن يترشح على الفور لإعادة انتخابه. 
وفقًا للقواعد التي يتم بموجبها تناوب المقاعد العشرة غير الدائمة في مجلس الأمن بين الكتل الإقليمية المختلفة التي تقسم إليها الدول الأعضاء في الأمم المتحدة تقليديًا لأغراض التصويت والتمثيل،  يتم تخصيص المقاعد الخمسة المتاحة على النحو التالي:
- مقعدان للدول الإفريقية (يشغلهما السنغال والجزائر)
- مقعد للمجموعة الآسيوية (الآن مجموعة آسيا والمحيط الهادئ)[5]، لـ "المقعد العربي" (تشغله باكستان)
- مقعد لأمريكا اللاتينية ومنطقة البحر الكاريبي (تشغله باراغواي)
- مقعد لمجموعة أوروبا الشرقية (تشغله المجر)

ولكي يتم انتخابه، يجب أن يحصل المرشح على أغلبية ثلثي الحاضرين والمصوتين. إذا كان التصويت غير حاسم بعد الجولة الأولى، فسيتم إجراء ثلاث جولات من التصويت المقيد، تليها ثلاث جولات من التصويت غير المقيد، وهكذا، حتى يتم الحصول على نتيجة. في التصويت المقيد، لا يجوز التصويت إلا على المرشحين الرسميين، بينما في التصويت غير المقيد، يجوز التصويت على أي عضو في مجموعة إقليمية معينة، باستثناء أعضاء المجلس الحاليين.

## النتيجة
أدار الانتخابات رئيس الجمعية العامة للأمم المتحدة آنذاك أنجي بروكس من ليبيريا. كان عدد الدول الأعضاء في الأمم المتحدة 126 دولة في ذلك الوقت. ولم يكن هناك أي ترشيح قبل التصويت. وكان على المندوبين أن يكتبوا أسماء الدول الأعضاء الخمس التي يرغبون في انتخابها على أوراق الاقتراع. وتم التصويت على ورقة اقتراع واحدة. وبلغ عدد بطاقات الاقتراع 126 ورقة.
| الدولة                    | الجولة الأولى |
| بولندا                    | 121           |
| بوروندي                   | 118           |
| سيراليون                  | 117           |
| نيكاراغوا                 | 103           |
| سوريا                     | 101           |
| كوبا                      | 6             |
| بيرو                      | 3             |
| توغو                      | 3             |
| لبنان                     | 2             |
| تونس                      | 2             |
| بوتسوانا                  | 1             |
| البرازيل                  | 1             |
| هايتي                     | 1             |
| العراق                    | 1             |
| إسرائيل                   | 1             |
| اليابان                   | 1             |
| الأردن                    | 1             |
| كينيا                     | 1             |
| مالي                      | 1             |
| منغوليا                   | 1             |
| بنما                      | 1             |
| الجمهورية العربية المتحدة | 1             |
| تنزانيا                   | 1             |
| يوغوسلافيا                | 1             |
| ممتنعون                   | 0             |
| بطاقات الاقتراع الباطلة   | 0             |
| الأغلبية المطلوبة         | 84            |

## روابط خارجية
- وثيقة الأمم المتحدة A/59/881 مذكرة شفوية من البعثة الدائمة لكوستاريكا تحتوي على سجل لانتخابات مجلس الأمن حتى عام 2004